# Concrete (demo)
Concrete, es un demo de 1991 de Fear Factory publicado el 30 de julio de 2002. Grabado con poco dinero y producido con la ayuda del gurú y futuro pionero de la producción de metal Ross Robinson. Archivado cuando Fear Factory firmó un lucrativo acuerdo con Roadrunner Records.

## Información de álbum
La banda de metal del sur de California comenzó a desarrollar su sonido vanguardista de death metal e industrial. El baterista Raymond Herrera aún estaba en la escuela secundaria. Concrete, perdido hace mucho tiempo, nunca se filtró en Internet.
Originalmente se suponía que Concrete era el primer lanzamiento de Fear Factory. La banda no estaba conforme con el contrato de grabación y, después de batallas legales, Robinson terminó con los derechos de las grabaciones, mientras que la banda tenía los derechos de las canciones, lo que hizo imposible su lanzamiento en ese momento.
8 de los 16 temas de Concrete, fueron regrabados para el debut oficial de 1992 Soul of a New Machine. 4 más nunca se habían escuchado: "Sangre de Niños", "Deception", "Anxiety" y "Ulceration". Otras se presentan en sus formas originales antes de mutar o convertirse en parte de otras canciones. "Concrete" se transformó en "Concreto" como un bonus track en Obsolete de 1998, "Soulwomb" se renombró como "Soulwound" para ese mismo lanzamiento, mientras que el instrumental "Echoes of Innocence" se convirtió en "A Therapy for Pain" para Demanufacture de 1995. "Piss Christ", una canción completamente diferente a la que se escucha en Demanufacture.

## Antecedentes
"Cuando grabamos Concrete en 1991, Ross trabajaba en los estudios de Blackie Lawless de W.A.S.P.. "Una noche, para no tener que pagar tiempo en el estudio, Ross nos dejó entrar. Empezamos a grabar a las 8 de la noche, hasta las 3 de la mañana, para hacer el disco. Robábamos tiempo de estudio para que se pudiera realizar la grabación". El grupo grababa la batería y la voz durante el día, sus amigos Cazares y Robinson se colaban por la noche para grabar pistas de guitarra y bajo, lo que explica por qué Dino dice que el álbum de 5.000$ tiene un sonido de 10.000$. "Tal vez algún día podamos pagarle a Blackie Lawless".
"Ross y yo chocamos un par de veces con todo el asunto digital", recordó Herrera sobre las sesiones de Concrete. "Como ya sabes, a Ross no le gustan mucho las cosas de producción de alta tecnología. Le gustan las cosas analógicas en bruto, lo cual es genial. Terminé sin salirme con la mía (entonces), pero sí después", comentó riendo. Cazares dijo: "Creo que Concrete sonó mejor que Soul of a New Machine. Robinson es realmente bueno capturando el momento".
Herrera señaló que 4 de las canciones inéditas "ni siquiera volvimos atrás y tratamos de arreglarlas o actualizarlas". Representan los primeros y crudos Fear Factory, premuestreo y preteclados. "No había un gran presupuesto para hacerlo", dijo Raymond sobre el álbum. "Todos éramos principiantes". "Es lo que es".
"Concrete", representa la génesis de uno de los grupos de metal más grandes del sur de California. "Muestra de dónde vino la banda", citó Raymond. "El disco son las raíces de Fear Factory".
"Estoy muy feliz de que salga a la luz", dijo sonriente, Dino. "Es algo especial para quienes ni siquiera lo escucharon. Pueden ver de dónde venimos. En aquel entonces, tocábamos en el este de Los Ángeles. No teníamos muchas grabaciones en nuestro haber. Habíamos grabado un par de demos antes de eso, pero nunca habíamos trabajado con un productor como Ross".

## Legado e influencias
Grabado en 1991, apenas un año después de formarse Fear Factory, Concrete es importante por varias razones. En primer lugar, estableció a la banda como un elemento viable en el mundo del metal. Si bien finalmente el grupo no quiso firmar con el sello de Robinson, la banda usaría el lanzamiento de 16 pistas como una forma de asegurar un acuerdo beneficioso con Roadrunner. El productor Ross Robinson, quien después vendería el álbum a Roadrunner, lo usaría como tarjeta de presentación para producir a futuras estrellas como Korn y Limp Bizkit.
Concrete, marcó la progresión del nu metal. El vocalista Burton C. Bell aportó un estilo melódico al mundo del death metal. Grupos como Korn, Slipknot y Static-X, se apoderaron de la innovación técnica, pero también colaboraron. Esto, convierte a Fear Factory en una "influencia", e influenciados por Godflesh y Ministry impulsaron a la banda hacia los ámbitos industriales y techno sin perder a su audiencia principal.
"En la época de Concrete, estas bandas de death metal estaban surgiendo y muchos tenían miedo de cruzar esas fronteras", recordó Dino. "Fear Factory era una banda que se basaba en tomar riesgos. No todas esas oportunidades funcionaron", pero al menos traspasaron los límites tanto como pudieron. Si bien Fear Factory profundizó en terrenos tecnológicos, no pudieron hacerlo desde el principio. "En ese momento, no teníamos dinero para experimentar con eso", comentó Cazares, pero confirmó que las intenciones ya estaban ahí, y comenzaron a manifestarse en el lanzamiento de 1993 Fear is the Mindkiller.

## Recepción de la crítica
"Concrete" comienza con el familiar monólogo de "Big God/Raped Souls", con la voz de Dave Gibney, y continúa con el himno antiautoritario "Arise Above Oppression", ambas canciones superan con creces las versiones de SOANM. Son más fuertes, más pesadas y más descuidadas. "Escape Confusion", no se parece a la versión que los seguidores conocen. La canción que titula el álbum, reaparecería como "Concreto" unos años después, es similar a la versión en digipak de Demanufacture y Obsolete. "Soulwound", nombrada como "Soulwomb", tiene una similitud inconfundible y específicamente en su riff principal, pero es suficientemente diferente como para mantener el interés. "Crisis", no está a la altura, adoleciendo la falta de un coro más enfatizado, aunque se redime con pura brutalidad.
Las canciones nuevas incluyen "Sangre de Niños", "Anxiety" y "Deception" son poco más que material de relleno. "Piss Christ" sirve como la canción de temática cristiana del álbum. Si bien no es imaginativa ni lírica, ni musicalmente, es de las canciones más pegadizas. "Ulceración", nombre original de la banda porque 'sonaba genial' termina el disco con una nota bastante siniestra.
La voz de Bell no es tan poderosa en ciertas canciones como las versiones de SOANM, en parte, debido a que un entonces desconocido Ross Robinson, estaba detrás de la mesa de mezclas. Su voz limpia es más tenue en el álbum, pero demuestra ser lo suficientemente efectiva y adecuada que las limpias mezcladas en SOANM; abrumadoras en canciones como "Dragged Down by the Weight of Existence". Sus gritos, no tan 'brutales' como los del death metal moderno, son los más feroces que jamás haya hecho. Ambos estilos vocales, especialmente los limpios, casi siempre empapados de reverberación. Si bien suma a la atmósfera general opresiva y sombría del álbum, ocasionalmente hacen sonar incómodo a Burton, parte de la culpa recae sobre él, aparentemente lucha por encontrar lo que se convertiría en su estilo vocal. Acierta con mucha más frecuencia de lo que falla, una queja menor.
Las voces limpias se han minimizado un poco, todos los instrumentos son más graves y ruidosos que en SOANM. La producción está muy lejos del sonido demasiado pulido, que funciona en beneficio del álbum, contribuye al sonido sombrío y al mismo tiempo le da actitud. El bajo es fuerte, grave y turbio a lo largo del disco, y añade un crujido a muchas de las canciones, rara vez hace algo interesante por sí solo, Dino que estaba ocupado con las tareas del bajo y la guitarra en ese momento. Los riffs, casi siempre contundentes y absolutamente pegadizos, pero a veces un poco simples. Cazares no es exactamente el intérprete más diverso o técnico, su estilo es distintivo, el tono de guitarra deliciosamente crudo y fangoso que se encuentra complementa bien su forma de tocar. No esperes solos ni nada demasiado complejo. Después de todo, hablamos de Fear Factory.

## Lista de canciones
| N.º | Título                                    | Letras                       | Música                        | Duración |  |
| 1.  | «Big God/Raped Souls»                     | Burton C. Bell               | Dino Cazares, Raymond Herrera | 2:36     |  |
| 2.  | «Arise Above Oppression»                  | Burton C. Bell, Dino Cazares | Dino Cazares, Raymond Herrera | 1:57     |  |
| 3.  | «Concrete»                                | Burton C. Bell               | Dino Cazares, Raymond Herrera | 2:28     |  |
| 4.  | «Crisis»                                  | Burton C. Bell               | Dino Cazares, Raymond Herrera | 3:33     |  |
| 5.  | «Escape Confusion»                        | Dino Cazares                 | Dino Cazares, Raymond Herrera | 4:08     |  |
| 6.  | «Sangre de Niños»                         | Burton C. Bell               | Dino Cazares, Raymond Herrera | 2:03     |  |
| 7.  | «Soulwomb»                                | Burton C. Bell               | Dino Cazares, Raymond Herrera | 2:33     |  |
| 8.  | «Echoes of Innocence»                     | Burton C. Bell               | Dino Cazares, Raymond Herrera | 3:04     |  |
| 9.  | «Dragged Down by the Weight of Existence» | Burton C. Bell               | Dino Cazares, Raymond Herrera | 2:42     |  |
| 10. | «Deception»                               | Burton C. Bell               | Dino Cazares, Raymond Herrera | 0:29     |  |
| 11. | «Desecrate»                               | Burton C. Bell               | Dino Cazares, Raymond Herrera | 2:37     |  |
| 12. | «Suffer Age»                              | Dino Cazares                 | Dino Cazares, Raymond Herrera | 3:45     |  |
| 13. | «Anxiety»                                 | Burton C. Bell               | Dino Cazares, Raymond Herrera | 1:39     |  |
| 14. | «Self Immolation»                         | Burton C. Bell               | Dino Cazares, Raymond Herrera | 2:33     |  |
| 15. | «Piss Christ»                             | Burton C. Bell               | Dino Cazares, Raymond Herrera | 2:41     |  |
| 16. | «Ulceration»                              | Burton C. Bell               | Dino Cazares, Raymond Herrera | 2:43     |  |

## Personal
- Burton C. Bell − Voz
- Dino Cazares − Guitarra y bajo
- Andy Romero − Bajo (acreditado, pero no grabó)
- Raymond Herrera − Batería
- Dave Gibney − Introducción hablada en "Big God/Raped Souls"